# Prosopagnosia

Corte Digital do Cérebro mostrando Hemisfério Direito.

Prosopagnosia (do grego antigo: "prosopon" = "cara", "agnosia" = "incapacidade de reconhecer"), também conhecida como cegueira para feições, era, até muito recentemente, tratada como uma desordem rara da percepção da face, na qual a capacidade de reconhecer os rostos está danificada, embora a de reconhecer objetos pudesse estar relativamente intacta. As pesquisas recentes, porém, sugerem que 1 em cada 50 pessoas (2% da população) sofre da desordem em algum grau, e acredita-se que seja hereditária. Até recentemente a desordem estava associada somente a alguma lesão cerebral ou a doenças neurológicas que afetam áreas específicas do cérebro, embora os casos de prosopagnosia congênita ou desenvolvida estejam sendo relatados com frequência crescente.
Pesquisas realizadas no Instituto de Genética Humana de Münster mostram que a prosopagnosia congênita é provavelmente de caráter hereditário, autossômico e dominante.
Poucas terapias desenvolvidas foram bem sucedidas com pessoas afetadas, embora os indivíduos aprendessem frequentemente a usar estratégias de reconhecimento como identificar as pessoas característica por característica (feature by feature ou piecemeal). Esta estratégia pode envolver indícios secundários tais como a roupa, a cor do cabelo, a forma do corpo, e a voz. 
Devido ao fato da face funcionar como uma característica de identificação importante na memória, pode também ser difícil para pessoas nesta circunstância manter-se a par da informação sobre pessoas, e se socializarem normalmente com outras. Segundo pesquisas no campo das neurociências, a área responsável pelo reconhecimento de faces encontra-se no lobo occipital, em uma região chamada área fusiforme da face. Nota-se que pessoas que possuem comprometimento nesta região, apresentam incapacidade do reconhecimento facial, mesmo quando este é familiar.
O co-fundador da Apple, Steve Wozniak, possui prosopagnosia.
Algumas pessoas usam também o termo prosofenosia (prosophenosia), com referência à incapacidade de reconhecer os rostos como consequência de danos extensivos dos lóbulos occipital e temporal.